# فهرست مادران شاهنشاهان هخامنشی
این فهرست شامل ۱۲ تن از مادران شاهنشاهان شاهنشاهی هخامنشی در طول ۲۳۰ سال حکومت آن‌ها است. 
| ردیف | نام         | القاب                          | همسر        | اصالت                                                          | مرگ                      | پسر(ان)           |
| ---- | ----------- | ------------------------------ | ----------- | -------------------------------------------------------------- | ------------------------ | ----------------- |
| ۱    | ماندانا     | شاهدخت مادی شهبانوی هخامنشی    | کمبوجیه یکم | شاهدخت مادی دختر ایشتوویگو آخرین شاه ماد و آرینیس شاهدخت لیدیه | احتمالاً ۵۵۹ پیش از میلاد | کوروش بزرگ        |
| ۲    | کاساندان    | شاهدخت پارسی شهبانوی هخامنشی   | کوروش بزرگ  | دختر فرناسپه یکی از بزرگان پارس و خواهر هوتن                   | ۵۳۸ پیش از میلاد         | کمبوجیه دوم بردیا |
| ۳    | روزگونه     | شهبانوی مادر                   | ویشتاسپ     | شاهدختی پارتی یا پارسی                                         | قرن پنجم پیش از میلاد    | داریوش بزرگ       |
| ۴    | آتوسا       | شاهدخت هخامنشی شهبانوی هخامنشی | داریوش بزرگ | دختر کوروش بزرگ و شهبانو کاساندان                              | ۴۷۵ پیش از میلاد         | خشایارشا          |
| ۵    | آمستریس     | شاهدخت هخامنشی شهبانو هخامنشی  | خشایارشا    | دختر خواهر داریوش بزرگ و هوتن یکی از بزرگان پارسی              | حدود ۴۲۰ پیش از میلاد    | اردشیر یکم        |
| ۶    | داماسپیا    | شاهدخت پارسی شهبانوی هخامنشی   | اردشیر یکم  | دختر یکی از بزرگان پارس و یا بابل                              | ۴۲۴ پیش از میلاد         | خشایارشا دوم      |
| ۷    | آلوگونه     | شهبانوی مادر                   | اردشیر یکم  | کنیز بابلی از همسران صیغه‌ای شاهنشاه                            | احتمالاً ۴۲۳ پیش از میلاد | سغدیانه           |
| ۸    | کسمارتیدن   | شهبانوی مادر                   | اردشیر یکم  | کنیز بابلی از همسران صیغه‌ای شاهنشاه                            | قرن پنجم پیش از میلاد    | داریوش دوم        |
| ۹    | پروشات      | شاهدخت هخامنشی شهبانوی هخامنشی | داریوش دوم  | دختر اردشیر یکم از آندریا همسر بابلی شاهنشاه                   | قرن چهارم پیش از میلاد   | اردشیر دوم        |
| ۱۰   | استاتیرا    | شاهدخت پارسی شهبانوی هخامنشی   | اردشیر دوم  | دختر ویدرنه یکی از بزرگان پارس                                 | ۴۰۰ پیش از میلاد         | اردشیر سوم        |
| ۱۱   | آتوسا       | شاهدخت هخامنشی شهبانوی هخامنشی | اردشیر سوم  | دختر اردشیر سوم و شهبانو استاتیرا                              | قرن چهارم پیش از میلاد   | اردشیر چهارم      |
| ۱۲   | سیسی گامبیس | شاهدخت هخامنشی شهبانوی مادر    | آرشام       | یکی از دختران اردشیر دوم                                       | ۳۲۳ پیش از میلاد         | داریوش سوم        |